# German open Business School
Die German open Business School (GoBS Hochschule für Wirtschaft und Verwaltung gemeinnützige Gesellschaft mbH, kurz: GoBS) ist eine staatlich anerkannte, private Hochschule für Wirtschaft und Verwaltung und wurde 2011 in Berlin gegründet. Zielgruppe der Einrichtung sind Berufstätige.

## Organisation
Träger ist die Stiftung BildungsCentrum der Wirtschaft. Die Hochschule wird von einem Rektorat geleitet, dem die Rektorin, zwei Prorektoren und Kanzlerin angehören. Die GmbH wird vertreten durch den Geschäftsführer der Stiftung. Alle Studiengänge sind durch die FIBAA akkreditiert.

## Drei-Stufen-Modell
An der GoBS kann in acht Semestern einen Bachelor erlangt werden. Das Drei-Stufen-Modell der GoBS bietet zudem die Möglichkeit, bereits vorher Zwischenabschlüsse zu erhalten. Die erste Stufe des Studiums endet mit dem Associate Degree in Ökonomie mit 14 Fachvertiefungen nach vier Semestern. Die zweite Stufe schließt nach dem sechsten Semester mit dem Diploma in Business Studies, dem Abschluss als Betriebswirt ab. Die dritte Stufe führt dann zum Abschluss Bachelor of Arts. Das Studium kann unterbrochen und zu einem späteren Zeitpunkt fortgeführt werden.

## Studienabschlüsse
Die GoBS bietet 14 kaufmännische und je drei Betriebswirt- und Bachelor-Abschlüsse an.

### Associate Degree (Ökonom)
- Controlling-Ökonom
- Einkaufs- und Beschaffungsmanagement Ökonom
- Eventmanagement-Ökonom
- Finanz- und Investment Ökonom
- General Management-Ökonom
- Gesundheits- und Sozialmanagement-Ökonom
- Immobilien-Ökonom/-in
- International Relations-Ökonom/-in
- IT-System-Ökonom
- Logistik-Ökonom
- Marketing- und Kommunikations-Ökonom
- Marketing- und Vertriebs-Ökonom
- Personalmanagement-Ökonom
- Projektmanagement-Ökonom

### Diploma in Business Studies (Betriebswirt)
- Betriebswirt Business Administration
- Betriebswirt Business Communication
- Betriebswirt International Relations

### Bachelor of Arts
- B.A. – Business Administration
- B.A. – Business and Communication
- B.A. – International Relations

### Master of Arts
- M.A. – Wirtschaftspsychologie
- M.A. – Projekt- und Prozessmanagement

### Master of Business Administration
- MBA – Master of Business Administration